# درگذشته‌ها در ۲۰۱۰

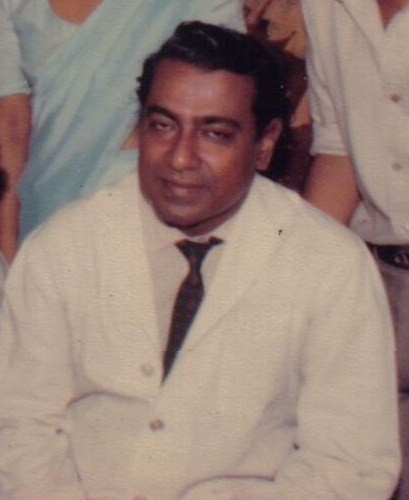
شاهروخان

آن‌چه در پی می‌آید فهرست افراد سرشناسی است که در سال ۲۰۱۰ درگذشته‌اند. نام‌ها بر اساس فهرست الفبایی نام خانوادگی افراد مرتب شده‌اند.
نام اشخاص را به صورت زیر اضافه کنید:
- نام، سن، کشور و دلیل سرشناسی، علت مرگ

## ژانویه
- ۴ ژانویه - علی صافی گلپایگانی، ۹۷ سال، ایران، مرجع تقلید شیعه، کهولت سن
- ۲۷ ژانویه - جی. دی. سالینجر، ۹۱ سال، امریکا، نویسنده، کهولت سن

## آوریل
- ۳ آوریل - رضا کرم‌رضایی، ۷۳ سال، ایران، بازیگر، ایست قلبی
- ۷ آوریل - محمود بنفشه‌خواه، ۶۸ سال، ایران، بازیگر، ایست قلبی
- ۱۰ آوریل - کیومرث ملک‌مطیعی، ۷۴ سال، ایران، بازیگر، ایست قلبی
- ۱۰ آوریل - لخ کاچینسکی، ۵۹ سال، لهستان، رئیس‌جمهور لهستان، سقوط هواپیما
- ۱۱ آوریل - جهان (خواننده)، ۵۶ سال، ایران، خواننده، سکته قلبی
- ۲۰ آوریل - حمیده خیرآبادی، ۸۶ سال، ایران، بازیگر، کهولت سن

## ژوئیه
- ۱۷ ژوئیه - خوان آنتونیو سامارانش، ۹۰ سال، اسپانیا، رئیس پیشین کمیته بین‌المللی المپیک

## مه
- ۵ مه - عمرو یارادوآ، ۵۹ سال، نیجریه، رئیس‌جمهور نیجریه، بیماری

## اوت
- ۳۰ اوت - آلن کورنو، ۶۷ سال، فرانسه، کارگردان، سرطان

## سپتامبر
- ۲۲ سپتامبر - جکی باروس، ۷۱سال، کانادا، بازیگر، سرطان معده

## اکتبر
- ۴ اکتبر - نورمن ویزدوم٬ ۹۵ سال٬ آمریکا٬ بازیگر٬ سکته قلبی

## نوامبر
- ۱۳ نوامبر - پریرخ دادستان، ۷۷ سال، ایران، پژوهشگر و استاد دانشگاه، سرطان